# Bogna Koreng
Bogna Koreng (født 1965) er studievært på det tyske nationale mindretalssprog sorbisk.
Bogna Koreng (sorb. Bogna Korjenkowa) voksede op som tosproget i Radibor (sorb. Radwor), som ligger nord for Bautzen (sorb. Budyšin). Efter hendes studentereksamen studerede hun germanistik. Siden 2003 har hun arbejdet som studieleder i Bautzen og siden 2001 som studievært i den sorbiske tv-udsendelse wuhladko. Hendes karriere ved det sorbiske tv startede 1992, da hun blev ansat som fri medarbejder. I dag lever Bogna Koreng med sin familie i byen Panschwitz-Kuckau.
Ved den internationale radio- og tv-festival for nationale mindretal i 2003 kom udsendelsen på en tredjeplads. Mere end 60 europæiske folkegrupper deltog i festivalen. Prisen for tredjepladsen modtog Bogna Koreng i den ukrainske by Uschgorod.